# Faro Cabo Dañoso
El Faro Cabo Dañoso es un faro no habitado de la Armada Argentina que se encuentra en la ubicación 48°49′00″S 67°12′00″O / -48.81667, -67.20000 sobre el cabo del mismo nombre aproximadamente a 60 km al noreste de la ciudad de Puerto San Julián. El cabo Dañoso es un accidente bajo, de pedregullo, con forma redondeada, que despide hacia el SE y a 3 millas un arrecife que rompe en bajamar. Este topónimo descriptivo deriva de lo "dañoso" o inconveniente de navegar por el lugar, lo que habla a las claras del peligro para la navegación y de la importancia de un faro para poder navegar la zona. Se halla a 14 kilómetros al noreste de la ciudad de Puerto San Julián, en el Departamento Magallanes, en la Provincia de Santa Cruz, Patagonia Argentina. Fue puesto en servicio el día 1° de agosto de 1922.
La torre del faro Cabo Dañoso es una estructura troncocónica de hierro con garita superior pintada a franjas horizontales rojas y blancas. Su altura es de 11 metros, con un alcance óptico de 10,3 millas náuticas (19,1 km) alimentado mediante energía solar fotovoltaica, con un equipo de paneles solares y baterías.